# Kagsmosen
Kagsmosen er en mose mellem Vestvolden, Motorring 3 og Frederikssundbanen, som har tilløb fra Kagså. Mosen ligger i både Københavns, Herlev og Rødovre Kommune.
Kagsmosen har et areal på  15 ha, og er et vådområde med en kanal rundt om en uforstyrret ø. Den ligger lige nord for Vestvolden og var en del af de store befæstningsanlæg fra slutningen af  1800-tallet, der blev bygget til  forsvaret af København.
Kagsmosen  blev fredet i 1977 og i 1996 blev den en del af  en samlet fredning af hele Vestvolden fra Køge Bugt til Utterslev Mose. 